# ʿAbdallāh ibn al-Mubārak
ʿAbdallāh ibn al-Mubārak ibn Wādih al-Hanzalī (arabisch عبد الله بن المبارك بن واضح الحنظليّ Abd Allāh ibn al-Mubārak b. Wādih al-Hanzalī, DMG ʿAbd Allāh b. al-Mubārak b. Wāḍiḥ al-Ḥanẓalī; geboren 736 in Marw; gestorben 794 in Hīt) war einer der bekanntesten Ḥadīṯgelehrten, Historiker und Ṣūfī seiner Zeit.
Seine Mutter kam aus Hwarezm, sein Vater war türkischer Abstammung und diente bei einem Kaufmann der Banū Ḥanẓala in Hamadan.
Er beschäftigte sich auch mit der Koranexegese, den Sprachwissenschaften und der Poesie; mehrere Gedichte, die er zu verschiedenen Gelegenheiten verfasste, sind bei adh-Dhahabī erhalten. Der Herausgeber des Kitāb al-Ǧihād stellte in der Einleitung zum Werk ebenfalls mehrere Beiträge Ibn al-Mubāraks zur Poesie zusammen.
Im Jahre 758 hielt er sich auf seiner ersten Studienreise zunächst im Irak vor allem im Kreis von Sufyān ath-Thaurī auf. Er studierte bei den meisten Gelehrten seiner Zeit: in Syrien u. a. bei Al-Auzāʿī, in Ägypten und im Ḥiǧāz u. a. bei Mālik ibn Anas und Sufyān ibn ʿUyayna. Er war wohlhabend und besaß eine große Bibliothek. In seiner Biographie wird mehrfach erwähnt, dass er jährlich hunderttausend Dirham für die Armen gespendet und für Bedürftige die Pilgerfahrt nach Mekka organisiert haben soll.
Durch sein Wirken und die Unterstützung seiner Schüler festigte sich das Studium der Traditionswissenschaften im islamischen Osten. „Denn es gibt nächst der Prophetie nichts Höheres als die Verbreitung des Wissens (von der Religion).“
Während der Wirkungszeit von Ibn al-Mubārak begann die konsequente Beschäftigung mit der Traditionskritik, d. h. die Beschäftigung mit den Gewährsmännern als Vermittlern von Traditionen. Besonders ausgeprägt war diese Entwicklung, die bald zu einer eigenständigen Wissenschaftsdisziplin führte, in seinem unmittelbaren Umfeld: im Irak und im Osten, „wo die religiösen und politischen Parteien einander am heftigsten gegenüberstanden und die weltlichen und geistigen Mittel zum Siege ihrer Tendenzen in der allerfindigsten Weise ins Treffen führten.“
Ibn al-Mubārak schätzte zwar Abū Hanīfa als Rechtsgelehrten, nicht aber die von ihm überlieferten Ḥadīṯe. Zugleich machte er al-Aʿmasch, einen bekannten Traditionarier in Kufa, für den Untergang der korrekten Vermittlung von Ḥadīṯen im Irak verantwortlich.
Ibn al-Mubārak starb kurz nach seiner Rückkehr von einem Feldzug gegen byzantinische Truppen in Hīt. Der Chronist al-Ḫaṭīb al-Baġdādī († 1070–1071) erwähnt in seinem Kitāb al-birr wa-ṣ-ṣila, dass auf dem Grabstein (ʿalā qabr) von Ibn al-Mubārak folgende Verszeile stand:
- der Tod ist ein Meer, seine Wellen sind überwältigend, die die Kräfte des Schwimmers übertreffen,
- nur Gottesfurcht und fromme Taten begleiten den Mann in sein Grab.[8]

Sein Grab soll heute noch bekannt sein.

## Werke
Ibn an-Nadīm nennt unter seinen zahlreichen Werken folgende:
- Kitāb as-sunan fī ʾl-fiqh; es ist eine Sammlung von Ḥadīṯen gewesen, die im Fiqh als Prophetensunna und Rechtspraxis seiner Nachfolger Beweiskraft hatten.
- Kitāb at-tafsīr; Koranexegese; Fragmente davon sind vor allem in Dschāmiʿ al-bayān ʿan taʾwīl āy al-Qurʾān von at-Tabarī erhalten.
- Kitāb at-taʾrīḫ war ein Geschichtswerk, dessen Struktur gegenwärtig nicht bekannt ist.
- Kitāb az-zuhd auch als Kitāb az-zuhd wa-r-raqāʾiq bekannt, ist ein Buch über islamische Mystik und ist in mehreren Handschriften erhalten.[11]
- Kitāb al-birr wa-ṣ-ṣila ist zusammen mit seinem Musnad, einer Sammlung von Traditionen in der Anordnung der Prophetengefährten, 1991 publiziert worden.[12]

Ein weiteres Werk, das Ibn an-Nadīm nicht erwähnt, ist sein
- Kitāb al-ǧihād; es ist in zwei Teilen erhalten. Im Buch stellt der Verfasser die Vorzüge der Teilnahme am Dschihad, am bewaffneten Kampf gegen die nicht-islamische Außenwelt anhand von Aussagen Muḥammeds, seiner Gefährten und deren Nachfolger dar. Eintragungen am Anfang der Handschrift dokumentieren, dass das Buch zu Beginn des 11. Jahrhunderts in Mopsuestia (arabisch: Maṣṣīṣa), damals an den Grenzmarken zum Byzantinischen Reich, in Gelehrtenkreisen vorgetragen wurde.[13]

Unter dem Titel Faḍl al-Ǧihād (Vorzug des Dschihad) erfolgte die Werkübernahme durch andalusische Gelehrte bereits zu Lebzeiten von Ibn al-Mubārak in Mopsuestia, wie darüber Ibn Ḫair aus Sevilla noch im 12. Jahrhundert zu berichten weiß.
Ibn Ḥaǧar al-ʿAsqalānī erhielt dieses Werk im 15. Jahrhundert in der Überlieferung derselben Gelehrten aus Mopsuestia, die auch in der heute bekannten Abschrift verzeichnet sind.